# Морследе
Морследе (на нидерландски: Moorslede) е селище в Северозападна Белгия, окръг Руселаре на провинция Западна Фландрия. Населението му е около 10 618 души (2006).